# Борибай би
Борибай би (каз. Бөрібай би, до 2008 г. — Соцжол) — село в Панфиловском районе Жетысуской области Казахстана. Входит в состав Коныроленского сельского округа. Код КАТО — 195643400.

## Население
В 1999 году население села составляло 795 человек (392 мужчины и 403 женщины). По данным переписи 2009 года, в селе проживали 594 человека (312 мужчин и 282 женщины).